# Manchester (Kansas)
Manchester is een plaats (city) in de Amerikaanse staat Kansas, en valt bestuurlijk gezien onder Dickinson County.

## Demografie
Bij de volkstelling in 2000 werd het aantal inwoners vastgesteld op 102.
In 2006 is het aantal inwoners door het United States Census Bureau geschat op 103, een stijging van 1 (1,0%).

## Geografie
Volgens het United States Census Bureau beslaat de plaats een oppervlakte van
0,7 km², geheel bestaande uit land. Manchester ligt op ongeveer 369 m boven zeeniveau.

## Plaatsen in de nabije omgeving
De onderstaande figuur toont nabijgelegen plaatsen in een straal van 24 km rond Manchester.